# لویاتان (رمان)
لویاتان نام هفتمین رمان پل استر است. این رمان در سال ۱۹۹۲ توسط انتشارات وایکینگ، در آمریکا منتشر شد. این رمان با عنوان هیولا به فارسی ترجمه شده است.

## شخصیت‌ها
پیتر آرون
بنجامین ساچز
فنی ساچز، همسر بنجامین
ماربا
لیلیان
رید